# Cisco Global Exploiter
Cisco Global Exploiter är ett hackerverktyg som används för att utnyttja svagheter i Cisco Networks-system. Bakom verktyget står en italiensk grupp kallad BlackAngels. CGE upptäcktes för första gången mars 2004.